# La Dura Dura
La Dura Dura és una via d'escalada situada a Peramola, Catalunya. Aquesta via d'escalada de dificultat 9b+ està situada sobre un penya-segat de roca calcària a 500 metres d'altitud. La primera ascensió va ser realitzada al febrer 2013 per Adam Ondra i la segona ascenció un mes més tard per Chris Sharma. És la primera via de grau 9b+ que està repetida.

## Descripció
La Dura Dura se situa en el sector d'escalada de Peramola a Catalunya i va ser equipada per Chris Sharma. L'ha nomenat així perquè cada vegada que altres persones li demanaven sobre quina via treballava, Chris responia que aquesta era la dura, però com totes les vies que té en projectes són particularment dures i que no era possible de definir de quina via es tractava, Sharma precisava que aquesta era la dura dura.
La via consisteix en una primera secció de 8 metres composta per quinze moviments d'un estil proper al del bloc. Aquesta secció podria ser també un 9b / 9b+. Es tracta principalment de grans moviments en petits forats seguits per una gran regleta, recolzats en un moviment dinàmic per posar fi a quatre moviments de dimensió comparable a la 8a. Després d'aquesta part molt física, la via continua en un segon tram de 10 metres de 8c+ que consisteix en moviments dinàmics bastant intensos intercalats per un bloqueig del genoll molt complex, però que permet relaxar-se una mica. Finalment, hi ha una secció tercer més fàcil d'uns 20 metres de dificultat 8b per arribar a la part superior de la via.

## Primeres ascensions
Al febrer 2013, l'escalador txec, Adam Ondra és el primer a aconseguir l'ascensió després de 9 setmanes practicant les preses i mètodes, va necessitar més de 90 intents d'ascensió.
L'ascensió va ser repetida per l'estatunidenc Chris Sharma al març del mateix any.